# Ciril Kotnik
Ciril Kotnik, slovenski diplomat, * 20. december 1895, Ljubljana, Avstro-Ogrska, † 29. junij 1948, Rim, Italija.
Ciril (Čiro) Kotnik je bil rojen 20. decembra 1895 v Ljubljani. Obiskoval je ljubljansko klasično gimnazijo, kjer je sodeloval pri radikalni študentski organizaciji Preporod, ki se je zavzemala za razpust Avstro-Ogrske in ustanovitev Južnoslovanske države.  Po izbruhu prve balkanke vojne se je prostovoljno javil v srbsko vojsko in v njej ostal vse do konca prve svetovne vojne. Za kar je bil po prvi svetovni vojni odlikovan z Karađorđevo zvezdo.  
Po ustanovitvi Kraljevine SHS se je pridružil njeni diplomatski službi. Poslan je bil na veleposlaništvo v Rim. V Rimu je živel in delal več kot 20 let in se poročil z domačinko Mario Tommassetti. 
Po napadu na Jugoslavijo leta 1941 in njenem razpadu, je bil obsojen na hišni pripor v Rimu. Kljub temu pa ga je jugoslovanska vlada v izgnanstvu konec leta 1941 imenovala za veleposlanika pri Svetem sedežu. Kotnik je takrat vzdrževal stike z jugoslovansko vlado v izgnanstvu v Londonu ter z generalom Dražo Mihajlovićem, popolnoma pa se je oddaljil od Tita in njegovega gibanja. 
Po kapitulaciji Italije septembra 1943 in nemški okupaciji Rima, je pomagal številnim antifašistom in rimskim Judom na begu pred nacifašistično represijo, že prej pa je pomagal tudi Slovencem, ki so imeli težave z fašističnimi oblastmi.
Zaradi tega je Kotnika 28. oktobra 1943 aretiral Gestapo in zaprl v zloglasni zapor v Ul. Tasso v Rimu, kjer so ga hudo mučili, kljub temu pa Kotnik ni izdal svojih tajnih vezi z antifašističnim gibanjem. Po vojni se ni vrnil v domovino, ker se ni strinjal s komunističnim režimom v Jugoslaviji. Raje je skupaj z Miho Krekom in Ivanom Ahčinom pomagal slovenskim beguncem, ki so pobegnili iz Jugoslavije zaradi komunizma. 
Zaradi poškodb, ki jih je utrpel med mučenjem, je umrl 29. junija 1948 v Rimu.
Leta 2007 je rimska judovska skupnost predlagala, da se v njegov spomin v Rimu postavi spomenik. Njegov vnuk je znani italijanski politik in bivši rimski župan Walter Veltroni.